# Heloniopsis
Heloniopsis es un género de plantas con flores perteneciente a la familia Melanthiaceae. Comprende seis especies originarias de las regiones templadas del este de Asia.

## Taxonomía
El género fue descrito por Asa Gray y publicado en Memoirs of the American Academy of Arts and Science, new series 6: 416. 1858. La especie tipo es: Heloniopsis pauciflora A. Gray. 

## Especies aceptadas
A continuación se brinda un listado de las especies del género Heloniopsis aceptadas hasta julio de 2015, ordenadas alfabéticamente. Para cada una se indica el nombre binomial seguido del autor, abreviado según las convenciones y usos.
- Heloniopsis kawanoi (Koidz.) Honda
- Heloniopsis koreana Fuse, N.S.Lee & M.N.Tamura, Taxon 53: 956 (2004).
- Heloniopsis leucantha (Koidz.) Honda, Bot. & Zool. 6: 1680 (1938).
- Heloniopsis orientalis (Thunb.) Tanaka, Bult. Sci. Fak. Terk. Kjusu Imp. Univ. 1: 200 (1925).
- Heloniopsis tubiflora Fuse, N.S.Lee & M.N.Tamura, Taxon 53: 954 (2004).
- Heloniopsis umbellata Baker, J. Bot. 12: 278 (1874).